# Ali Chebbi
Ali Chebbi (arabe : علي الشابي), né le 27 décembre 1934 à Tozeur, est un homme politique tunisien.
Il est ministre des Affaires religieuses de 1992 à 1999, dans le gouvernement de Hamed Karoui.

## Biographie

### Famille, jeunesse et études
Issu de la même famille que le poète Abou el Kacem Chebbi, il passe son enfance à Tozeur. Il étudie à l'université Zitouna à Tunis, puis au Caire (Égypte) ; il obtient son doctorat en 1964.

### Carrière professionnelle, député et ministre
Il est ensuite recteur de l'université Zitouna entre 1989 et 1990.
Lors des élections législatives du 2 avril 1989, il est élu député dans la circonscription de Ben Arous[réf. nécessaire].
Le 3 mars 1990, il est nommé secrétaire d'État auprès du Premier ministre chargé des Affaires religieuses dans le gouvernement de Hamed Karoui. Le 9 mars 1992, il devient ministre des Affaires religieuses dans le même gouvernement. Il reste à ce poste jusqu'au 17 novembre 1999, date à laquelle il est remplacé par Jalloul Jeribi.
Il préside dans la foulée le Conseil islamique supérieur, jusqu'en 2005.
En 2010, il publie ses mémoires intitulés L'Écho des souvenirs aux éditions Noukouches Arabia.

## Vie privée
Il est marié et a trois enfants et quatre petits-enfants.

## Publications
- (ar) Ali Chebbi, L'Écho des souvenirs, Tunis, Noukouches Arabia, 2010, 252 p. (ISBN 978-9938-80-120-0)
- (ar) Ali Chebbi, Amour et aubes lumineuses, Abou El Qacem Chebbi, Tunis, Noukouches Arabia, 2016, 202 p. (ISBN 978-9938-07-159-7)